# No potho reposare
A Diosa (più conosciuta come No potho reposare) è una canzone scritta nel 1920 dal compositore Giuseppe Rachel col tempo di valzer inglese, sulle parole della omonima poesia, scritta nel 1915, dell'avvocato sarulese Salvatore Sini. Questo brano è un canto d'autore di ispirazione folklorica e da tempo è entrato a far parte della cultura e della tradizione popolare sarda.

## Storia
Già dal 1921 il brano musicale faceva parte del repertorio del "Corpo musicale filarmonico" di Nuoro, diretto dallo stesso Rachel. Nel 1936 il tenore mogorese Maurizio Carta, che aveva iniziato dal 1928 a incidere per la Casa discografica Pathé, incise in un 78 giri tre strofe di A Diosa (insieme alle strofe di Muttos).
Nel 1957 a Torino, per iniziativa del musicista e musicologo Gavino Gabriel, fu realizzata una versione del Coro di Nuoro, solista Mario Delussu.
Nel 1966 fu la volta delle versioni di due cori nuoresi: il Coro Barbagia, con la voce solista del tenore Giuseppe Tanchis, pubblicato nel loro LP Sardegna canta e prega inciso dalla RCA Italiana, e del Coro di Nuoro, La Sardegna nel canto e nella danza.. In seguito diversi cori nuoresi inseriranno il brano nel loro repertorio: il Coro Ortobene, Su Nugoresu, Sos Canarios e altri.
Ben il presto il brano si diffuse anche nel resto dell'isola: nel 1978 Maria Carta incise il pezzo in un 45 giri per la Polydor Records, nel 1981 la cantante folk Anna Loddo per la Fonit Cetra e nel 1984 fu il gruppo pop del Coro degli Angeli per la Tekno record, in seguito fece parte del repertorio di Tazenda, Bertas, Andrea Parodi, Duo Puggioni, Cordas et Cannas e Elena Ledda, l'Associazione Corale Luigi Canepa di Sassari la incise nel 1990. L'ultima versione in ordine di tempo è di Tore Fazzi Collage feat. Francesca Fazzi, contenuta nell'album "Lughe noa" pubblicato nel Maggio 2021
Dagli anni novanta in poi la canzone è entrata a far parte del repertorio di numerosi cori nazionali ed internazionali. Lo stesso vale per cantanti e musicisti, spesso grazie alle collaborazioni con artisti sardi.
Nel 2001 il compositore Hardy Mertens scrisse le Variazioni sinfoniche su "No potho reposare" canto della nostalgia.
Nel 2017 è uscito il volume No potho reposare. Il canto d'amore della Sardegna (editore Nota, collana Il campo) dell'etnomusicologo Marco Lutzu, riguardante il brano e la sua storia, che contiene in allegato un CD con 19 versioni musicali, comprese molte di quelle qui citate.

## Metrica, ispirazione e testo
Ti cherio abbratzare ego et vasare

pro ti versare s'anima in su coro,

ma dae lontanu ti deppo adorare.
Ti vorrei abbracciare e baciare

per versarti la mia anima nel cuore:

ma ti devo adorare da lontano.
(versi di Salvatore Sini)
Il titolo della poesia è A Diosa, il nome che il poeta dà alla donna e che in spagnolo significa Dea.
Il componimento poetico è composto da nove sestine, formate da sei versi endecasillabi con schema: ABABCC. Tuttavia questo fa parte di un poema che è costituito da un'altra composizione di altrettante strofe intitolata A Diosu (risposta di Diosa), che sono appunto la risposta dell'amata allo spasimante lontano. I cui primi versi recitano: 
« Si tue no bi podes reposare,

no riposat Diosa, amore, coro».
Si tratta quindi di un poema amoroso costituito da una corrispondenza fra due amanti che vivono lontani.
L'accoppiamento dei nomi Diosa e Diosu ricorda quello dei nomi dei due pastori Dulcineo e Dulcina, che compaiono nel VI libro del romanzo Los diez libros de Fortuna de Amor del poeta algherese Antonio Lo Frasso.
Anche i versi delle prime strofe del componimento di Sini ricordano vagamente i versi del Lo Frasso, del poema Non podende sufrire su tormentu, contenuti nel suo romanzo scritto in spagnolo e con componimenti in catalano e in sardo.
Scriveva Lo Frasso:
Non poto dia e note reposare

qui ya m'agato mortu in d'ogni hora

et torrende in me vengio a pensare

qui tota sa culpa tenes señora

## Interpreti
- Coro di Nuoro
- Coro Barbagia
- Maria Teresa Cau
- Coro degli Angeli
- Andrea Parodi e Anna Oxa
- Andrea Parodi e Al Di Meola
- Pierangelo Bertoli e gli Istentales con il Coro Su Nugoresu[10]
- Anna Loddo
- Sabrina Musiani
- Coro della SOSAT
- Corale Alpina Savonese
- Gianna Nannini e Gavino Murgia
- Mango e Maria Giovanna Cherchi
- Le Balentes
- Beppe Dettori e Luca Jurman
- Roberto Colella
- Marco Carta
- Mahmood
- Bianca Atzei e Tazenda
- Vieri Cervelli Montel

### Versioni strumentali
- Paolo Fresu, Jan Lungdren, Lars Daniellson, Clarence Penn
- Al Di Meola
- Franco Morone (chitarrista)
- Antonio Tanca (fisarmonica)

### Variazioni sinfoniche
- Hardy Mertens

## Discografia
- 1936, Maurizio Carta, Pathé Actuelle (E. 15128)
- 1966, Sardegna canta e prega, Coro Barbagia, Vik – (KSVP 206) e 1972 RCA Italiana INTI 1371
- 1972, Adios Nugoro amada, Coro di Nuoro, Joker
- 1975, Canti popolari della Sardegna, Coro di Nuoro
- 1978, Umbras, Maria Carta, Polydor - 2448 078
- 1981, Tremolio di Canne (ca so tremende che fozzas de canna), Anna Loddo, Fonit Cetra
- 1984, Misterios, Coro degli Angeli - TEK MR0079 (Tekno Records)
- 1988, Tazenda, Tazenda SMRL 6389 Dischi Ricordi
- 1988, Unu mundu bellissimu, Bertas
- 1993, Coro Nugoro Amada nell'album Ammentos
- 2013, Franco Morone e Raffaella Luna nell'album Canti lontani nel tempo
- 2014, Plácido Domingo nell'album Encanto del Mar
- 2015, Bianco e nero, Bianca Atzei,Baraonda Edizioni Musicali

## Singoli, interpretazioni e cover
Nel settembre del 2017, fra le iniziative relative alla candidatura di Nuoro come capitale italiana della cultura 2020, è stato presentato il progetto A diosa, comprendente un videoclip del regista Renzo Gualà in cui il brano è stato eseguito dai sette cori nuoresi (Coro di Nuoro, Coro Barbagia, Coro Nugoro Amada, Coro Ortobene, Coro Canarjos, Coro Su Nugoresu e Coro Amici del Folklore) con la direzione artistica di Alessandro Catte. La voce solista è quella del tenore Piero Pretti.
Il brano T'amo di Mahmood, contenuto nell'album Ghettolimpo pubblicato nel giugno 2021, contiene nel ritornello i versi del brano popolare sardo, cantato assieme al coro femminile Intrempas di Orosei.

## Altre notizie
All'inizio del 2020, viene pubblicato un libro dal titolo A Diosa. La leggenda di Nenè, il romanzo d'esordio dello scrittore Angelo Deiana. Oltre a dare il titolo a questo lavoro, all'interno del libro si scopre che la canzone "No potho reposare" svolge un ruolo fondamentale per la trama.